# Megabazos (general)
Megabazos (Μεγβάζος) o Megabizos  (Megabyzos, Μεγάβυζος) fou net del noble Megabazos i fill de Zopiros. Es va casar amb una filla de Xerxes I de Pèrsia de nom Amitis. Ctèsies de Cnidos diu que va conquerir Babilònia que s'havia revoltat contra Pèrsia però Heròdot atribueix aquest èxit al seu pare Zòpir.
Fou un dels comandants de l'expedició de Xerxes I de Pèrsia a Grècia (480 aC) i dirigia la força que fou derrotada per Cimó II a l'Eurimedó el 466 aC. Quan els atenencs van fer la seva expedició a Egipte, Megabazos fou enviat a aquest país amb un fort exèrcit, els va expulsar de Memfis i els va assetjar a l'illa Prosopitis que al final va conquerir al cap de divuit mesos (457 aC).
Apareix sempre com a Megabizos excepte una vegada que Ctèsies l'esmenta Megabazos. Va deixar almenys dos fills: Zòpir i Artifi.